# Reiserschnittgarten
Ein Reiserschnittgarten ist eine landwirtschaftliche Anlage, in der Mutterpflanzen von Obstbäumen kultiviert werden, um Edelreiser für Baumschulen und Erwerbsobstbau sowie für Kleingärtner zur Verfügung zu stellen. In der Regel wurden diese Anlagen von staatlichen Stellen eingerichtet oder getragen, um die nationale Versorgung mit gesunden, d. h. virusfreien, sowie sortenreinen und idealerweise zertifizierten Edelreisern sicherzustellen. Ferner dienen Reisergärten dem Erhalt alter regionaler Obstsorten. Im Zuge der allgemeinen Privatisierung staatlicher Aufgaben zog sich der Staat jedoch aus dem Betrieb von Reiserschnittgärten zurück. Diese wurden in privatwirtschaftliche Formen überführt und werden nun von unterschiedlichen Träger betrieben, z. B. von Gartenbauverbänden, Interessengemeinschaften und Vereinen.
In Deutschland gab es vor der Privatisierung elf Reisergärten in öffentlicher Trägerschaft, von denen heute drei in privatrechtlicher Form betrieben werden. 2010 wurden ca. 2,8 Millionen Reiser von über 800 Sorten abgegeben. Zum Vergleich: Die Reisergärten in den Niederlanden geben jährlich 14 Millionen Edelreiser von nur 300 Sorten ab.

## Reiserschnittgärten in Deutschland
- Obstmuttergarten Rheinland in Meckenheim bei Bonn gehörte bis zu seiner Privatisierung am 12. Juni 1990 dem Land Nordrhein-Westfalen bzw. der Landwirtschaftskammer Rheinland. Heute sind seine Inhaber der Verband Rheinischer Baumschulen im Landesverband Gartenbau Rheinland e.V., der Provinzialverband Rheinischer Obst- und Gemüsebauer e.V., die ARTEVOS GmbH, die Fördergesellschaft des hessischen Gartenbaues mbH, der Reiserschnittgarten Baden-Württemberg GmbH & Co.KG, der Landesverband Rheinland-Pfalz-Saar und die Baumschule Schnell. Im Obstmuttergarten Rheinland werden auf 13 ha Fläche über 500 Obstsorten und einige Ziergehölze kultiviert.[2]
- Reiserschnittgarten Baden-Württemberg in Bad Friedrichshall-Untergriesheim[3]
- Streuobst-Landessortengarten Ellern (Hunsrück): Im Dezember 2000 gründete die damalige Landesanstalt für Pflanzenbau und Pflanzenschutz in Mainz (LPP) nahe beim Hunsrückdorf Ellern auf einer 3,4 ha großen Fläche eine Sammlung mit je zwei Bäumen von 111 Apfelsorten an, überwiegend regionale und historische Sorten. Im Mai 2005 ging das Projekt an die Streuobstinitiative Hunsrück e.V. über.[4]
- Obstmuttergarten in Einberg Träger: Kreisverband Coburg für Gartenbau und Landespflege e.V.[5]
- Reiserschnittgarten in Forchheim Träger: Kreisverband Coburg für Gartenbau und Landespflege e.V.[5]
- Reiserschnittgarten in Triesdorf der Landwirtschaftlichen Lehranstalten Triesdorf (Mittelfranken)[5]
- Reiserschnittgarten Trebgast des Obst- u. Gartenbauvereins Trebgast (Oberfranken)[6]
- Hochstamm-Sortengarten des Kompetenzzentrums Obstbau-Bodensee in der Gemarkung Eschau (Stadt Ravensburg)[7]
- Obstreisermuttergarten Hannover der Landwirtschaftskammer Niedersachsen[8]
- Erhalternetzwerk Obstsortenvielfalt im Pomologen-Verein e.V.[9]
- Obstmuseum Pomarium Anglicum Edelreiser aus der Sortensammlung der ehemaligen Baumschule Hammerschmidt[10]

## Reiserschnittgärten in Österreich
- Obst- und Weinbau-Zentrum Kärnten in Sankt Andrä im Lavanttal (Kärnten)[11]
- Baumschule Hemmelmeyer/Reiserschnittgarten in Marchegg (Niederösterreich)[12][13]
- Reiserschnittgarten Langenlois (Niederösterreich)[12]

## Reiserschnittgärten in Frankreich
- Reiserschnittgarten von Dalival in Villers-Cotterêts (Dept. Aisne)[14]